# Palazzo della Dogana

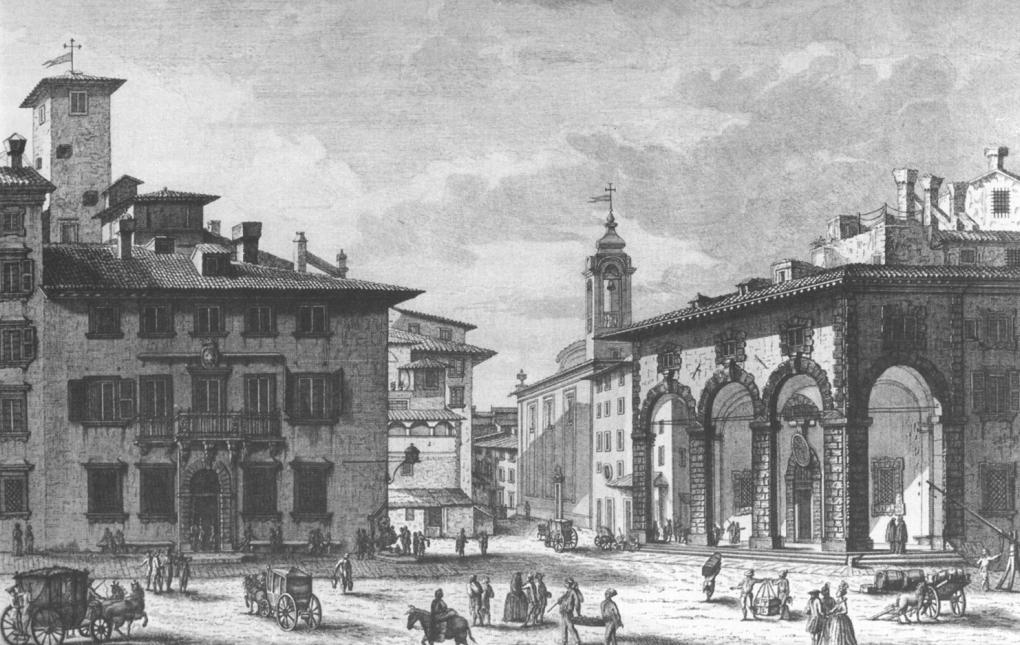
Il Palazzo della Dogana (a destra) alla fine del XVIII secolo

Il Palazzo della Dogana è un elegante edificio seicentesco ubicato a Livorno, in piazza del Municipio.
Ospita la Camera di Commercio cittadina e, fino alla seconda guerra mondiale, delimitava il lato settentrionale di piazza Grande.

## Storia
Nel XV secolo i genovesi divennero padroni del castello di Livorno e scavarono una piccola darsena a nord dell'abitato, dotandola di un fabbricato in cui collocarono la sede della dogana.
Successivamente, nel XVII secolo, l'area nei pressi dell'edificio fu trasformata nel Palazzo Granducale, mentre l'ufficio doganale fu trasferito in una struttura già esistente e attiva dal 1544, nella scomparsa piazza del Nettuno.
Nel 1648 l'ufficio, dopo essere stato riunito per alcuni anni alla dogana dei Genovesi, fu ulteriormente spostato in un nuovo palazzo ai margini di piazza Grande (allora nota come piazza d'Arme); l'edificio, progettato da Annibale Cecchi, fu sede della dogana fino al 1868, anno in cui fu trasferita nelle zone più prossime al porto.
Da allora l'immobile, che mantenne il nome di Palazzo della Dogana, ospitò la Tesoreria provinciale, la Banca d'Italia e, dal 1872, la Camera di Commercio.

## Descrizione
La ricostruzione postbellica ha mutato lo scenario attorno al Palazzo della Dogana, ora circondato da costruzioni completamente in contrasto con l'aspetto originario della piazza.
I bombardamenti danneggiarono lievemente anche la parte posteriore dell'edificio; nonostante ciò, negli anni settanta del Novecento fu deciso di ricostruirla interamente al fine di riorganizzare la distribuzione degli uffici camerali. Nell'occasione la Camera di Commercio fu dotata anche di un grande auditorium.
La parte anteriore invece risulta sostanzialmente immutata, con i tre grandi archi a tutto sesto, rivestiti secondo l'uso del bugnato. Le arcate, schermate da una cancellata in ferro, sostengono il piano superiore dell'edificio, leggermente rialzato intorno al 1907.
L'interno è privo di particolari pregi artistici: tra le varie sale che costituiscono il palazzo è doveroso segnalare la Sala del Consiglio posta al secondo piano dell'immobile e coperta da un raffinato soffitto ligneo. Della struttura interna originaria sono rimaste le aule poste al piano terra, ai lati della scala monumentale; esse presentano coperture voltate poggianti su pilastri.